# 22e cérémonie des Victoires de la musique
La 22e cérémonie des Victoires de la musique a lieu le 10 mars 2007 au Zénith de Paris. Ell est présentée par Nagui et Michel Drucker.  

## Palmarès
Les gagnants sont indiqués ci-dessous en tête de chaque catégorie et en caractères gras. 

### Groupe ou artiste interprète masculin de l'année

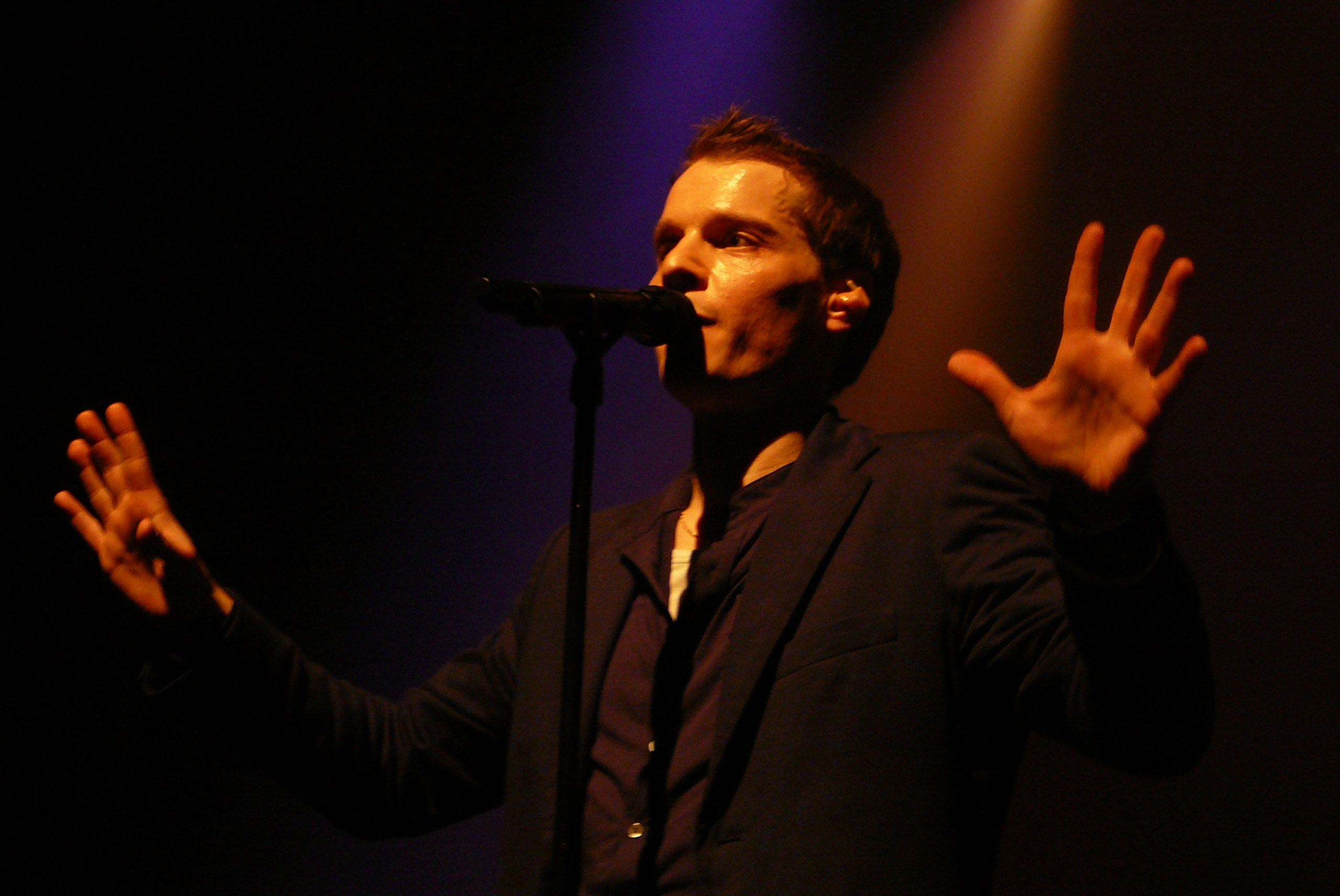
Bénabar, artiste masculin de l'année

- Bénabar
  - Vincent Delerm
  - Katerine
  - Sanseverino

### Groupe ou artiste interprète féminine de l'année

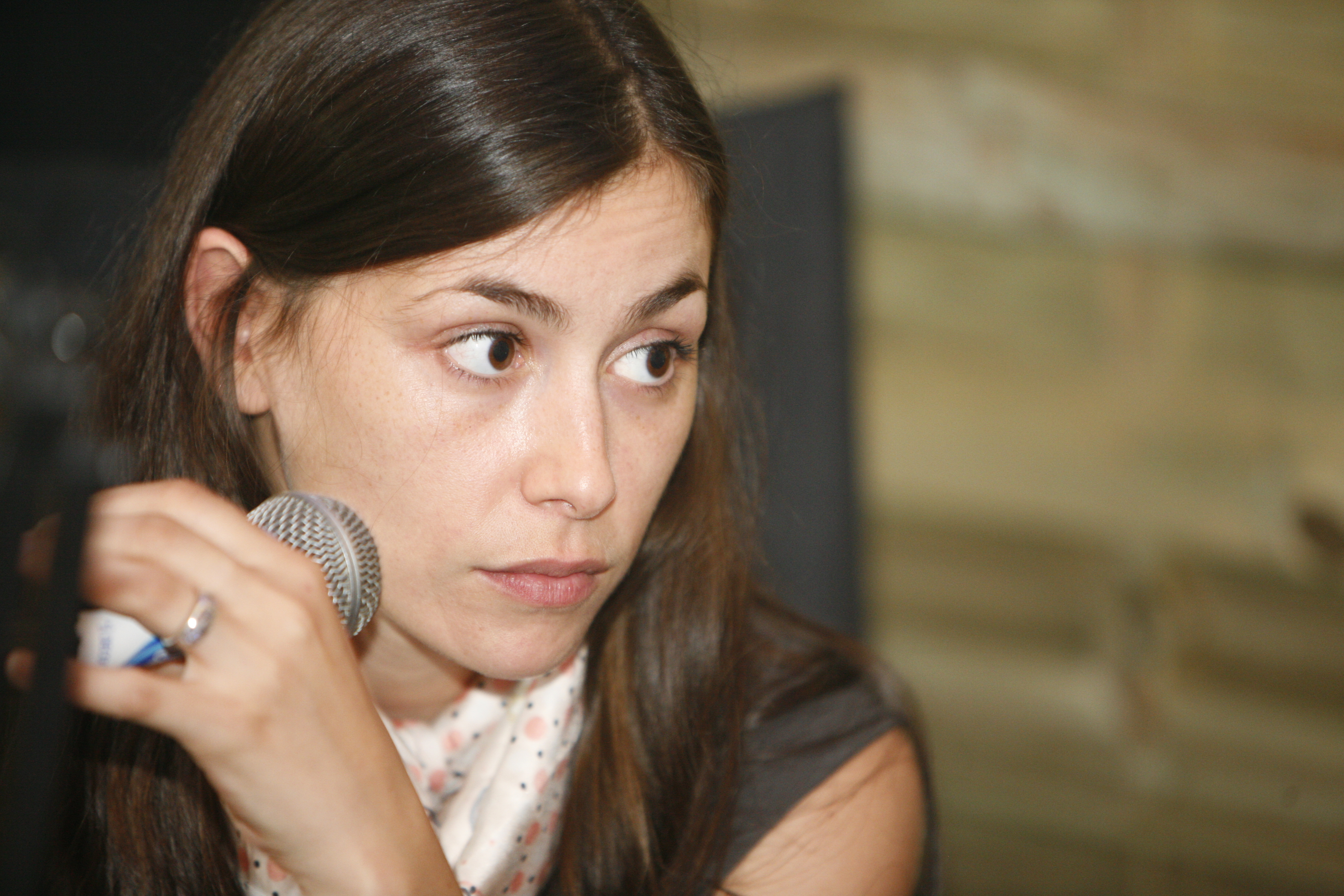
Olivia Ruiz, artiste féminine de l'année

- Olivia Ruiz
  - Anaïs
  - Ayọ
  - Diam's

### Groupe ou artiste révélation du public de l'année
- Miss Dominique
  - Abd al Malik
  - Grand Corps Malade
  - Adrienne Pauly

### Groupe ou artiste révélation scène de l'année

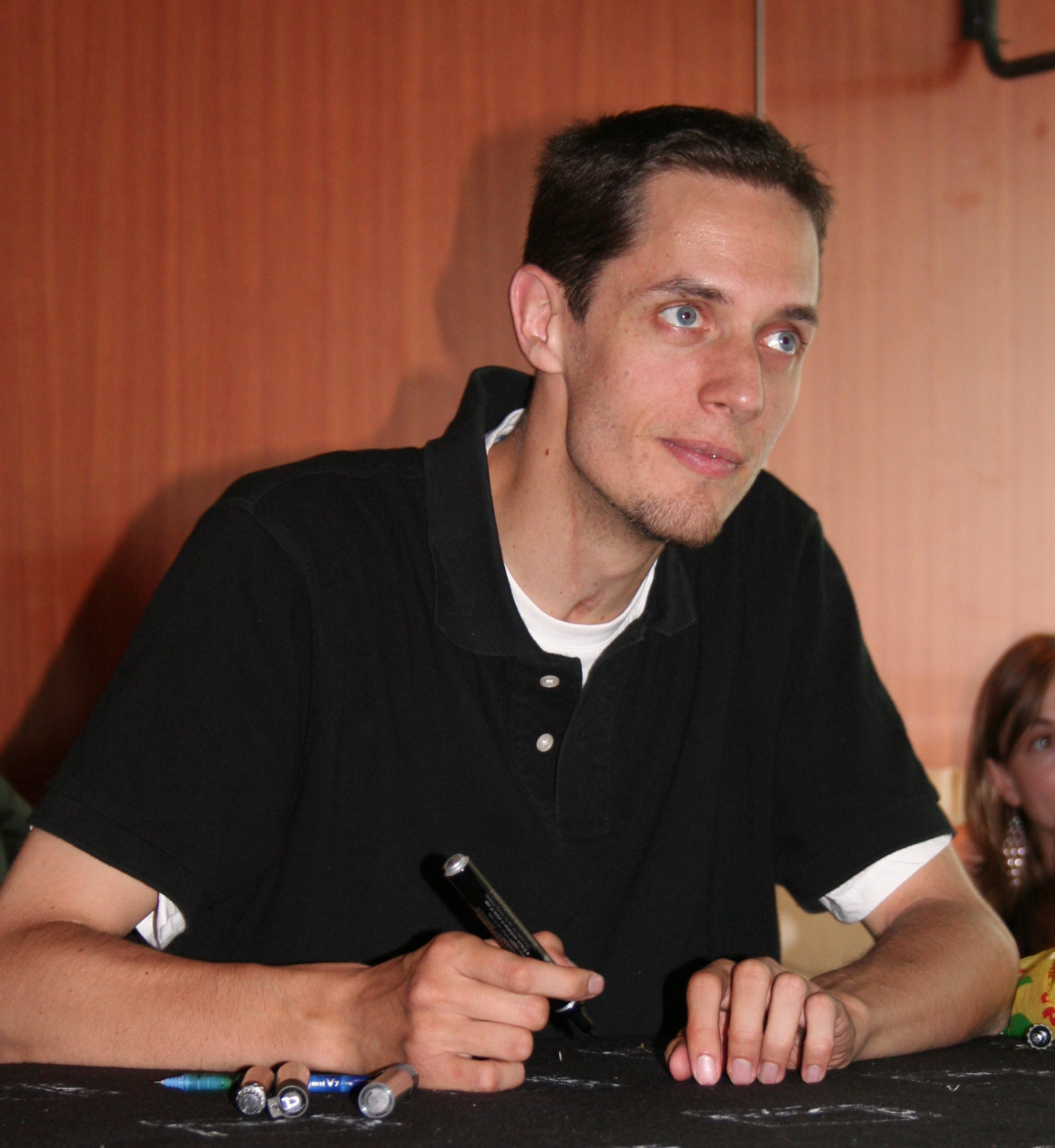
Grand Corps Malade, artiste révélation scène de l'année

- Grand Corps Malade
  - Anis
  - Da Silva
  - Christophe Mali

### Album révélation de l'année
- Midi 20 - Grand Corps Malade
  - Babx - Babx
  - De l'autre côté - Pierre Guimard
  - Adrienne Pauly - Adrienne Pauly

### Album de chansons/variétés de l'année
- Le Soldat Rose
  - Les Piqûres d'araignées - Vincent Delerm
  - Charango - Yannick Noah
  - Exactement - Sanseverino

### Album pop/rock de l'année
- Wow - Superbus
  - Alice et June - Indochine
  - L'Étreinte - Miossec
  - Taormina - Jean-Louis Murat

### Album de musiques urbaines de l'année
- Gibraltar - Abd al Malik[1]
  - Entre ciment et belle étoile - Keny Arkana
  - Dans ma bulle - Diam's
  - Gare au jaguarr - JoeyStarr

### Album de musiques du monde de l'année
- Canta de Agnès Jaoui
  - Rogamar - Cesária Évora
  - Jehro - Jehro
  - Diwân 2 - Rachid Taha

### Album de musiques électroniques/groove/dance de l'année
- Végétal - Émilie Simon
  - Lunático - Gotan Project
  - It's Never Been Like That - Phoenix
  - Western Dream - Bob Sinclar

### Album de musique originale de cinéma ou de télévision de l'année
- Ne le dis à personne (film de Guillaume Canet) composée par Matthieu Chedid, dit "-M-"
  - Indigènes - Armand Amar
  - Kirikou et les Bêtes sauvages - Manu Dibango
  - Azur et Asmar - Gabriel Yared

### Chanson originale de l'année
- Le Dîner - Bénabar (Auteur/compositeur : Bénabar)
  - La Boulette - Diam's (Auteur : Diam's - Compositeurs : DJ Maître - Tefa - Elio - Skread)
  - Louxor j'adore- Katerine (Auteur/compositeur : Katerine)
  - La Femme chocolat - Olivia Ruiz (Auteur/compositeur : Mathias Malzieu)

### Spectacle musical, tournée ou concert de l'année
- Olivia Ruiz à La Cigale, au Bataclan et en tournée (Production : Asterios Productions)
  - Bénabar aux Folies Bergère, au Zénith et en tournée (Production : Garance Productions)
  - Patrick Bruel au Zénith et en tournée (Production : Backline)
  - Katerine à La Cigale, à l'Olympia et en tournée (Production : Olympic Tour)

### Vidéo-clip de l'année
- Marly-Gomont de Kamini, réalisation de Kamini - Émilie Desbonnet
  - Down On My Knees de Ayọ, réalisation de Pietro Di Zanno
  - Sous les avalanches de Vincent Delerm, réalisation de Bruno Sevaistre
  - La Boulette de Diam's, réalisation de TEFA - Les slides

### DVD musical de l'année
- Tryo fête ses 10 ans de Tryo, réalisation de Julien Reymond et Benjamin Favreuil
  - The Cheap Show In Your Face de Anaïs, réalisation de Christian Beuchet - Thierry Gautier
  - En tête à tête de -M-, réalisation de Thierry Gautier - Sylvain Leduc
  - Rodéo tour le live de Zazie, réalisation de Thierry Gautier - Sylvain Leduc

## Victoires d'honneur
- Juliette Gréco : un medley de ses plus grandes chansons a été interprété par Olivia Ruiz, Vincent Delerm, Patrick Bruel, Bénabar et Abd Al Malik.
- Michel Polnareff : un duplex a été organisé avec le Palais omnisports de Paris-Bercy où il était en concert ce soir-là. Il a interprété seul au piano, puisque ses musiciens étaient déjà partis, un de ses plus grands succès : Love me, please love me.

## Anecdotes
- Lors de la prestation en direct d'Agnès Jaoui, à la suite de la remise de sa récompense, une personne a pris son micro pour parler du cancer. Le service d'ordre est rapidement intervenu et la cérémonie a repris son cours[réf. nécessaire].
- Un intermittent du spectacle a eu droit à un temps de parole pour évoquer les problèmes vécus par la profession principalement sur le plan des indemnités de chômage. Le Ministre de la Culture et de la Communication, Renaud Donnedieu de Vabres, présent dans la salle, lui a répondu sous les sifflets de l'assistance[réf. nécessaire].
- Contrairement à ce à quoi on pouvait s'attendre, la chanteuse de rap Diam's n'a récolté aucune Victoire (malgré plusieurs nominations)[réf. nécessaire].